# Psychotria kitsonii
Psychotria kitsonii är en måreväxtart som beskrevs av John Hutchinson och John McEwan Dalziel. Psychotria kitsonii ingår i släktet Psychotria och familjen måreväxter. Inga underarter finns listade i Catalogue of Life.